# Abel-François Villemain
Abel-François Villemain (Párizs, 1790. június 9. – Párizs, 1870. május 8.) francia politikus és író.

## Élete
Montaigne-re és Montesquieu-re vonatkozó elógiumaival keltett feltűnést. Később kinevezték a Sorbonne tanárává, és ott 16 éven át nagy hírű előadásokat tartott. 1821-ben a párizsi akadémia tagja lett, amely 1834-ben titkárának választotta. 1830-ban képviselői mandátumot nyert, 1832-ben már a felsőházba jutott. 1839–1840-ben, majd ismét 1840–1844-ben közoktatásügyi miniszter volt. 1844-ben idegrendszeri problémák jelentkeztek nála, de 1846-ban egészsége helyreállt, és a képviselőházban ismét szónoki sikereket aratott.

## Művei
- Tableau de la littérature au moyenâge en France, en Angleterre, en Espagne et en Italie (2 rész)
- Tableau de la littérature au dix-huitič sičcle (5 rész; mindkét mű 2. kiad., 6 köt., 1864)
- Histoire de Cromwell (1819)
- Lascaris ou les Grecs du XV. sičcle (történeti képek, Páris 1815)
- Cours de littérature française (1828)
- Discours et mélanges littéraires (1823-27)
- Études de littérature ancienne (1846)
- Études d'histoire moderne (1846)
- L'éloquence chrétienne au IV. sičcle (1846)
- Souvenirs contemporains (1857)
- La tribune moderne (1 köt., 1857)
- Essais sur le génie de Pindare (1859, v. ö. Századok 1888. 371. old.)
- Histoire de Grégoire VII (2 köt., 1873)

## Magyarul
- Pindar szelleme és a lantos költészet a népek erkölcsi és vallási emelkedettségéhez való vonatkozásaiban; ford. Csiky Gergely; Akadémia, Bp., 1887 (A Magyar Tudományos Akadémia Könyvkiadó Vállalata)